# Franconia (Studentenverbindung)
Franconia oder Frankonia ist der Name folgender Studentenverbindungen.

## Liste

### Burschenschaft
- Berliner Burschenschaft Franconia, siehe Berliner Burschenschaft der Märker
- Bonner Burschenschaft Frankonia
- Burschenschaft Franconia Freiburg
- Burschenschaft Frankonia Gießen
- Burschenschaft Frankonia Heidelberg
- Burschenschaft Franconia Münster
- Erlanger Burschenschaft Frankonia

### Corps
- Corps Franconia Berlin/Hamburg, siehe Pépinière-Corps#Franconia
- Corps Frankonia Brünn zu Salzburg im Kösener Senioren-Convents-Verband
- Corps Franconia Jena im KSCV
- Corps Franconia Karlsruhe im Weinheimer Senioren-Convent
- Corps Franconia München im KSCV
- Corps Frankonia-Prag zu Saarbrücken im KSCV
- Corps Franconia Tübingen im KSCV
- Corps Franconia Würzburg im KSCV
- Corps Franconia Darmstadt im WSC
- Corps Franconia Fribergensis zu Aachen im WSC
- Corps Franconia-Berlin zu Kaiserslautern im WSC

### Christliche Studentenverbindung
- KDStV Franconia Aachen
- KDStV Franconia-Czernowitz zu Erlangen
- KÖStV Frankonia Vöcklabruck
- KStV Frankonia-Straßburg Frankfurt am Main
- WKStV Unitas Frankonia Eichstätt
- Schwarzburgverbindung Frankonia Marburg

### Landsmannschaft
- Landsmannschaft Frankonia Frankfurt/Main
- Landsmannschaft Frankonia zu Triesdorf
- Landsmannschaft Franconia-Teutonia auf der Schanz Regensburg

### Sängerschaft
- Sängerschaft Franconia Hannover
- Sängerschaft Frankonia-Brunonia Braunschweig

### Sonstige
- Verbindung Frankonia Stuttgart